# Diepertsbuch
Das Gehöft Diepertsbuch ist ein Teilort von Ebnat, einem Stadtbezirk von Aalen.

## Lage und Verkehrsanbindung
Diepertsbuch liegt südöstlich des Stadtkerns von Aalen und südöstlich von Ebnat und ist mit der Kreisstraße K 3033, die etwas westlich vom Ort verläuft, an den Verkehr angebunden.
Der Ort liegt auf einer Hochfläche der Schwäbischen Alb, dem Härtsfeld.

## Geschichte
Diepertsbuch wurde das erste Mal 1298 als „Dieprehstezbuech“ erwähnt, was möglicherweise vom Namen Diebold abgeleitet ist. Angeblich gehörte der Hof zu den Stiftungsgütern des Klosters Neresheim, das ihn jedoch verlor. Ab 1278 erwarb das Kloster den Ort von den Adelsgeschlechtern von Katzenstein und von Hürnheim wieder zurück. Im 15. Jahrhundert ließ das Kloster den Hof durch Konversen bewirtschaften und unterhielt im 18. Jahrhundert eine Schäferei. Seit 1803 ist der Ort eine Domäne der Fürsten von Thurn und Taxis.